# 乐山孝志
樂山孝志（1980年8月11日—），已退役日本足球運動員，司職中場，是中超首個日本外援，也是第一個在中超攻入進球的日本球員。

## 俱樂部生涯
1996年，乐山孝志进入足球名门学校清水商业高校就读，1998年高中三年级时，乐山孝志曾在全国高等学校足球选手权大会中出场。
1999年进入中京大学就读，在大学2年时，乐山孝志帮助中京大学初次夺得全日本大学足球选手权大会冠军。2002年，乐山孝志从中京大学毕业。
2003年，乐山孝志加入日职联赛球队千叶市原效力，7月12日联赛第12轮对仙台维加泰的比赛是乐山孝志代表千叶市原的首场比赛。
2004年，乐山孝志在日本联赛杯取得个人职业生涯的首个进球。
2006年的A3联赛是乐山孝志唯一参加过的国际性比赛。
2008年下半年，长年在千叶市原担当替补球员的乐山孝志被租借去了当时还在日乙联赛的广岛三箭。由于在这里表现不错，2009年他正式转会到广岛三箭，并随球队一同升到日职联赛。
2010年7月，乐山孝志选择去海外发展，他效力于俄甲联赛球队希姆基足球俱乐部披上88号球衣并出场12次，没有取得进球。
2011年3月，乐山孝志决定来到中国在特鲁西埃执教的深圳红钻接受试训，最终得到一纸合同成功加盟。刚开始与深足仅签约了两年的合同，但在2012年合同即将到期时仍然获得了1年的续约合同。而和他一同加盟深圳红钻的还有在效力千叶市原时的队友卷诚一郎。
2011年6月，深圳红钻主场1-1战平青岛中能的中超联赛，乐山孝志为深圳队打入扳平的一球，这个进球是他在联赛的首个进球，这也是乐山孝志在时隔7年后再次进球，这是日本球员在中国顶级联赛的首个进球。
乐山孝志在2013年12月29日夜晚发了一条微博，结束自己的足球生涯。在2014年4月创办了青少年足球培训班。。

## 外部連結
- 乐山孝志的新浪微博
- 日本職業足球聯賽中的乐山孝志 （日語）